# Ілолов Мамадшо Ілолович
Іло́лов Мамадшо́ Іло́лович (нар. 14 березня 1948) — президент Академії наук Республіки Таджикистан (АН РТ) (2005—2013), доктор фізико-математичних наук (1992), професор, академік АН РТ (2005), іноземний член АН Казахстану (2005), член Американського математичного товариства (1980).
Наукова спеціалізація: теорія еволюційних рівнянь з імпульсними впливами та її застосування, теорія багаточастотних коливань пов'язаних систем диференційних рівнянь.

## Біографія
Народився 14 березня 1948 у Шугнанському районі Горно-Бадахшанської автономної області.
У 1970 році закінчив Воронезький державний університет. Під керівництвом доктора фізико-математичних наук Т. С. Собірова та академіка НАН України А. М. Самойленка у 1980 році в Інституті математики АН УРСР захистив кандидатську дисертацію «До теорії збурень періодичних рішень диференційно-різницевих рівнянь нейтрального типу». 1992 року у тому ж виші захистив докторську дисертацію «Еволюційні рівняння з відхиленням часу та з імпульсними впливами».
У 1970–1995 роках працював асистентом, викладачем, старшим викладачем, доцентом, начальником науково-дослідницької частини Таджицького державного університету, начальником Управління науково-дослідної роботи Міністерства освіти РТ, ректором Хорогського університету.
У 1995 році було обрано депутатом Маджлісі Олі (Вищих Зборів Таджикистану) від Гундського округу та головою Комітету Маджлісі Олі з питань науки, освіти та молодіжної політики. У 2000 році обрано депутатом Маджлісі Намояндогон (Нижньої Палати Представників) Маджлісі Олі Республіки Таджикистан другого скликання за висуванням Народно-демократичної партії Таджикистану. Голова Комітету з питань науки, освіти, культури та молодіжної політики Маджлісі Намояндогон. З березня 2005 року був членом Маджлісі міллі (Верхньої Національної Ради) Маджлісі Олі РТ третього скликання.
З липня 2001 року — голова правління Асоціації культурних зв'язків Таджикистану з Великою Британією.
У 2003–2005 роках — міністр праці та соціального захисту населення.
У 1997 році обрано членом-кореспондентом АН РТ, а в 2005 — дійсним членом АН РТ.

## Нагороди
- Медаль Пушкіна (Указ Президента РФ, 2007).

## Сім'я
Дружина — Назирова Гульдавлат. Діти — дочка Пурнур (нар. 1983), син Ахмадшо (нар. 1985), дочка Садаф (нар. 1988).

## Окремі публікації
1. О разветвлении периодических решений дифференциально-разностных уравнений нейтрального типа в гильбертовом пространстве \\ Сибирский математический журнал. — 1978. — № 3.
2. Периодические случайные возмущения дифференциальных уравнений нейтрального типа \\ Дифференциальные уравнения. — 1985. — Т.21. — № 5 (соавтор Козоброд В. Н.).
3. Об обратимости линейных дифференциально-разностных операторов в пространствах периодических функций \\ ДАН ТаджССР. — 1985. — Т. XXVIII. — № 4.
4. Об обратимости одного класса периодических конечно-разностных операторов \\ ДАН ТаджССР. — 1986. — Т. XXIX. — № 12.
5. К существованию малых периодических решений дифференциально-разностных уравнений в критическом случае \\ Изв. АН ТАджССР. Серия физ-мат, хим и геол. наук. — 1985. — № 11.
6. Stability of periodical solution one model of epidemics (тезисы) \\ Proceedings of XI In. Conf of Nonlinear Ossilations Budapest. — 1987.
7. Абстрактная задача для уравнений Хейла \\ В кн: Нелинейные краевые задачи математической физики и их приложения. — Киев, 1990.
8. К теории периодических решений функционально- дифференциальных уравнений в гильбертовом пространстве \\ Тезисы докл. Всесоюзной конф. «Нелинейные проблемы дифференциальных уравнений и математической физики». — Ч.1. — Тернополь, 1989.
9. К теории эволюционных уравнений с импульсным воздействием \\ ДАН СССР. — 1991. — Т.316. — № 4.
10. К теории неоднородных по времени эволюционных уравнений с импульсным воздействием \\ ДАН СССР. — 1991. — Т.316. — № 6.
11. Неоднородные эволюционные уравнения с импульсных воздействиями \\ Укр. мат. журн. — 1992. — Т. 44. — № 1.
12. О методе Галеркина для эволюционных уравнений с импульсными воздействиями \\ Укр. мат. журн. — 1993. — Т.46. — № 3.
13. Инвариантные торы дифференциальных уравнений в банаховом пространстве \\. Укр. мат. журн. — 1998. — Том 50. — № 1.
14. О задаче коши для одной системы уравнений Кортевега-де Фриза \\ Известия АН РТ. Серия физико-мат. хим. и геол. наук — 2001. -№ 1.
15. Асадуллаев И. К., Илолов М. И. Первичность и универсальность веры и разума. // ЦентрАзия. 09.05.2011.